# Lu Li
Lu Li (chiń. upr. 陆莉; chiń. trad. 陸莉; pinyin Lù Lì; ur. 30 sierpnia 1976 w Changsha) – chińska gimnastyczka. Dwukrotna medalistka olimpijska z Barcelony.
Zawody w 1992 były jej jedynymi igrzyskami olimpijskimi. Sięgnęła po złoto w ćwiczeniach na poręczach (osiągnęła maksymalną notę 10 punktów) i wywalczyła srebro w ćwiczeniach na równoważni (ex aequo z Amerykanką Shannon Miller). Wcześniej brała udział w mistrzostwach świata w Paryżu. Karierę sportową zakończyła w wieku 17 lat, z powodu kontuzji. Od 2000 mieszka w USA, gdzie pracuje jako trenerka.